# Bibiano Ouano
Bibiano Ouano, décédé le 9 novembre 1960, est un ancien joueur et entraîneur philippin de basket-ball.